# Gotham Independent Film Awards 2007
La 17ª edizione dei Gotham Independent Film Awards si è svolta il 27 novembre 2007 a New York ed è stata presentata da Sarah Jones.
Le candidature sono state annunciate il 22 ottobre 2007.

## Vincitori e candidati
I vincitori sono indicati in grassetto, a seguire gli altri candidati.

### Miglior film
- Into the Wild - Nelle terre selvagge (Into the Wild), regia di Sean Penn
- Great World of Sound, regia di Craig Zobel
- Io non sono qui (I'm Not There), regia di Todd Haynes
- Il matrimonio di mia sorella (Margot at the Wedding), regia di Noah Baumbach
- Il destino nel nome - The Namesake (The Namesake), regia di Mira Nair

### Miglior documentario
- Sicko, regia di Michael Moore
- The Devil Came on Horseback, regia di Ricki Stern ed Anne Sundberg
- Jimmy Carter Man from Plains (Man from Plains), regia di Jonathan Demme
- My Kid Could Paint That, regia di Amir Bar-Lev
- Taxi to the Dark Side, regia di Alex Gibney

### Miglior interprete emergente
- Ellen Page - Juno
- Emile Hirsch - Into the Wild - Nelle terre selvagge (Into the Wild)
- Kene Holliday - Great World of Sound
- Jess Weixler - Denti (Teeth)
- Luisa Williams - Day Night Day Night

### Miglior cast
- Onora il padre e la madre (Before the Devil Knows You're Dead)

Albert Finney, Rosemary Harris, Ethan Hawke, Philip Seymour Hoffman, Brían F. O'Byrne, Amy Ryan, Michael Shannon e Marisa Tomei
- Parla con me (Talk to Me)

Cedric the Entertainer, Don Cheadle, Chiwetel Ejiofor, Mike Epps, Vondie Curtis-Hall, Taraji P. Henson e Martin Sheen
- The Last Winter

Connie Britton, Kevin Corrigan, Zach Gilford, James LeGros e Ron Perlman
- Il matrimonio di mia sorella (Margot at the Wedding)

Jack Black, Flora Cross, Ciarán Hinds, Nicole Kidman, Jennifer Jason Leigh, Zane Pais e John Turturro
- La famiglia Savage (The Savages)

Philip Bosco, Philip Seymour Hoffman e Laura Linney

### Miglior regista emergente
- Craig Zobel - Great World of Sound
- Lee Isaac Chung - Munyurangabo
- Stephane Gauger - Owl and the Sparrow
- Julia Loktev - Day Night Day Night
- David Von Ancken - Caccia spietata (Seraphim Falls)

### Miglior film non proiettato in un cinema vicino
- Frownland, regia di Ronald Bronstein
- Off the Grid: Life on the Mesa, regia di Jeremy e Randy Stulberg
- Loren Cass, regia di Chris Fuller
- Mississippi Chicken, regia di John Fiege
- August the First, regia di Lanre Olabisi

### Premio alla carriera
- Javier Bardem
- Michael Bloomberg
- Roger Ebert
- Mark Friedberg
- Mira Nair
- Jonathan Sehring